# Ouratea frontium
Ouratea frontium är en tvåhjärtbladig växtart som beskrevs av Herman Otto Sleumer. Ouratea frontium ingår i släktet Ouratea och familjen Ochnaceae. Inga underarter finns listade i Catalogue of Life.